# Destrămarea Iugoslaviei
Destrămarea Iugoslaviei s-a produs ca urmare a unor serii de conflicte politice și armate la începutul anilor 1990. După o perioadă de criză politică care a avut loc în anii 1980, republicile constituente ale Republicii Socialiste Federative Iugoslavia s-au desprins, însă problemele nerezolvate au dus la izbucnirea războaielor iugoslave interetnice. Cea mai mare parte a războaielor s-au desfășurat în Bosnia și Croația.
După victoria Aliaților din Al Doilea Război Mondial, Iugoslavia s-a organizat într-o federație alcătuită din șase republici având granițele trasate pe criterii etnice: Slovenia, Croația, Bosnia și Herțegovina, Serbia, Muntenegru, Macedonia. În plus, au fost înființate două provincii autonome în cadrul Serbiei: Voivodina și Kosovo. Fiecare republică avea propriul partid și elită politică din Liga Comuniștilor din Iugoslavia iar orice dispută era discutată la nivel federal. Modelul iugoslav de organizare a statului precum și „calea de mijloc” între economia planificată și cea liberală au avut un succes parțial iar țara a cunoscut o perioadă de mare creștere economică și o stabilitate politică relativă până în anii 1980 fiind sub conducerea lui Iosip Broz Tito, președintele ales pe viață. După decesul survenit în 1980, sistemul slăbit al guvernului federal a fost lăsat să facă față provocărilor economice și politice.
În anii 1980, albanezii din Kosovo au cerut ca provincia autonomă să primească statut de republică, prin declanșarea de proteste în 1981. De-a lungul decadei, tensiunile etnice dintre albanezi și sârbii din Kosovo au rămas ridicate, astfel opoziția sârbilor din Iugoslavia față de autonomia provinciilor a crescut dar și față de sistemul ineficient al consensului la nivel federal, fiind o piedică pentru interesele sârbilor. În 1987, Slobodan Milošević a ajuns la putere în Serbia și printr-o serie de manevre populiste a obținut controlul de facto asupra Kosovo, Voivodina și Muntenegru, reușind să dobândească un mare sprijin din partea sârbilor pentru a-și urmări politica de centralizare. Intereselor lui Milošević i s-au opus liderii partidelor din Slovenia și Croația care solicitau o democratizare mai mare a țării ca urmare a Revoluțiilor din 1989 din Europa de Est. În 1990, Liga Comuniștilor din Iugoslavia s-a dizolvat de-a lungul liniilor federale.
În anii 1990, comuniștii au pierdut puterea în fața partidelor separatiste în urma primelor alegeri multipartite care s-au desfășurat în întreaga țară, cu excepția în Serbia și Muntenegru, unde au fost câștigate de Milošević și aliații săi. Începând din 1991, fiecare republică își declară independența (numai Serbia și Muntenegru au rămas în federație), însă statutul minorităților sârbe din afara Serbiei a rămas nerezolvat. După câteva incidente interetnice, au izbucnit Războaiele Iugoslave, întâi în Croația și apoi în Bosnia, acesta din urmă fiind cel mai distrugător și mai prelungit; războaiele au cauzat probleme de ordin politic și economic pe termen lung.

## Cronologie
- 25 iunie 1991: independența Croației și a Sloveniei
- 8 septembrie 1991: independența Republicii Macedonia
- 1 martie 1992: independența Bosniei și Herțegovinei
- 3 iunie 2006: independența Muntenegrului
- 5 iunie 2006: destrămarea statului Serbia și Muntenegru, (formarea Serbiei)
- 17 februarie 2008: independența statului Kosovo